# Anatolij Sossnizkij
Anatolij Sossnizkij (* 4. September 1990) ist ein ukrainischer Radrennfahrer.
Sossnizkij belegte 2009 den dritten Platz auf einer Etappe und den fünften Rang in der Gesamtwertung beim rumänischen Etappenrennen Tour of Szeklerland. Ein Jahr später wurde er beim ukrainischen Team Kolss Cycling Team Profi und belegte den sechsten Gesamtrang bei der Rumänien-Rundfahrt. 2011 gewann er ein Teilstück des Rennens Polska-Ukraina und erreichte dort den zweiten Platz in der Gesamtwertung. Im August siegte er auf einem Teilstück der Tour of Szeklerland, was seinen ersten Erfolg auf der UCI Europe Tour bedeutete.

## Erfolge
2011
- eine Etappe Tour of Szeklerland

2012
- Mannschaftszeitfahren Sibiu Cycling Tour

## Teams
- 2010 Kolss Cycling Team
- 2011 Kolss Cycling Team
- 2012 Kolss Cycling Team
- 2013 Kolss Cycling Team (bis 31. Mai)
- 2014 Amore & Vita-Selle SMP